# 浜北郵便局
浜北郵便局（はまきたゆうびんきょく）は静岡県浜松市浜名区にある郵便局。民営化前の分類では集配普通郵便局であった。

## 概要
住所：〒434-8799 静岡県浜松市浜名区横須賀910

## 沿革
- 1917年（大正6年）12月26日 - 北浜郵便局として開局。
- 1960年（昭和35年）12月15日 - 特定郵便局から普通郵便局に局種別改定するとともに、浜北郵便局に改称[1]。同日、小松郵便局および宮口郵便局[2]より移管を受け集配業務を開始[3]。
- 1978年（昭和53年）10月30日 - 浜北市貴布祢から、同市横須賀に局舎を新築、移転。
- 1999年（平成11年） - 外国通貨の両替および旅行小切手の売買に関する業務取扱を開始。
- 2007年（平成19年）10月1日 - 民営化に伴い、併設された郵便事業浜北支店に一部業務を移管。
- 2012年（平成24年）10月1日 - 日本郵便株式会社発足に伴い、郵便事業浜北支店を浜北郵便局に統合。

## 取扱内容
- 郵便、印紙、ゆうパック、内容証明
- 貯金、為替、振替、振込、国際送金、国債、投資信託
- 生命保険、バイク自賠責保険、自動車保険
- ゆうちょ銀行ATM
- 「434-00xx」区域（浜松市浜名区東部（旧浜北市、浜北区域の全域））の集配業務
- ゆうゆう窓口

## 周辺
- 浜松市浜北区役所
- なゆた・浜北（浜松市立浜北図書館、なゆたホール）
- 浜松市浜北文化センター
- 浜松市浜北体育館
- 浜松市立北浜小学校
- プレ葉ウォーク浜北

## アクセス
- 遠州鉄道鉄道線 浜北駅から西へ約500m（徒歩約5分）
- 遠鉄バス、浜北コミュニティバス 浜北区役所停留所下車
- 東名高速道路 浜松ICから北へ約6km
- 駐車場あり：25台